# 中國大陸—香港關係
中國大陸—香港關係或稱中國內地—香港關係（簡稱中港關係或陸港關係）是指中國大陸（中国内地）與香港之间的关系。1997年7月1日，根据《中英聯合聲明》，英国将香港移交中华人民共和国，香港成為其特別行政區。理論上，香港依據《基本法》享有高度自治，但實際上，中華人民共和國政府全面掌握對香港的管治權，包括香港特別行政區行政長官和主要官員的任免權。習近平在2012年出任中共中央總書記後，中共加強對香港的控制，隨著2020年《港區國安法》實施、2021年香港政治制度改革和2024年香港立法會通過香港特別行政區基本法第二十三條，有人認為一國兩制已經名存實亡。

## 歷史

### 清朝與香港關係
1842年清政府在第一次鴉片戰爭中戰敗，被迫與英國簽訂《南京條約》，將香港島（連同鴨脷洲和附近島嶼）永久割讓予英國。1860年，清政府再於第二次鴉片戰爭敗於英法聯軍，簽訂《北京條約》將九龍半島界限街以南及昂船洲永久割讓予英國。1898年，英國與清廷簽訂《展拓香港界址專條》，租借新界（包括新九龍及230多個離島），為期99年。這三份條約決定了今天香港邊界的範圍。

### 中華民國大陸時期與香港關係
1937年8月17日，九廣鐵路和粵漢鐵路連接工程完成，成為祖國從香港輸入軍用物資的大動脈。日本看到這樣的情況，向署任港督史美表示，如果英國容許大量武器炮彈，尤其是防空的高射炮由香港運往內地，日軍將會炸毀九廣鐵路華段。然而，史美沒有答應對華實施軍事禁運。
1938年2月至10月計算，從當時英屬香港政府經由九廣鐵路轉運至華中、華東沿海和西南地區主要戰區的各類軍用物資達13 萬噸，包括炸彈、飛機及飛機零件、機槍、雷管、安全導火線、TNT 炸藥、高射炮、野戰炮、魚雷、探射燈與防毒面具等。10月12日廣州淪陷，這項以鐵路運輸物資支援祖國抗戰的行動才被迫終止，但這為祖國爭取了至關重要的時間，同年12月滇緬公路建成，祖國可以繼續不斷向外輸入物資，支持抗戰的繼續進行。 振奮海內外人心支援中國持續抗戰亦至關重要。1938年6月14日，孫中山先生遺孀宋慶齡在香港創立「保衛中國同盟」（簡稱「保盟」），並擔任主席，國民政府主理財政的宋子文任會長。香港醫務總監司徒永覺（Percy Selwyn Selwyn-Clarke）夫人為名譽書記。中國國民黨左派元老廖仲愷女兒廖夢醒、國民黨右派元老胡漢民女兒胡木蘭，以及中國共產黨八路軍駐港辦事處主任廖承志，都在保盟工作服務，反映保盟以團結國際友人和海外華僑支援中國抗戰為目的。保盟成立首年，便成功募集了港幣25萬元的捐款和物資，運往內地支援抗戰。
1941年5月，宋慶齡發起「一碗飯運動」，邀請香港各酒樓東主參加，售賣飯券，每張港幣兩元，以救助內地的傷兵難民同胞。7月1日，保盟在英京酒家舉行該運動的開幕禮，大會主持、立法局首席華人非官守議員羅文錦在場讀出時任港督羅富國爵士的支持函︰「香港人士，對於不列顛之浩劫，前曾作慷慨之捐輸，現值『一碗飯運動』在此推行，固知香港之華人，將利用此機緣，以援助其祖國在苦難中之同胞也。」英國在香港實行殖民統治，歷來忌諱香港華人對中國的愛國心，但值當時抗日戰爭的浩劫和日本侵略對英國的威脅，港英政府對香港華人愛國之舉，也表示讚賞同情。維時兩個月的「一碗飯運動」取得成功，共籌得港幣22,000元的善款，對黃河流域的祖國難民進行救濟。
1942年，中華民國就廢除不平等條約，另訂平等新約問題與英國展開磋商。國民政府軍事委員會委員長蔣中正試圖將香港問題列入雙方議程，提出九龍租借地應與其他租界一併歸還中國，遭英國首相邱吉爾堅決回絕。英方更要求中方書面同意九龍租借地不在不平等條約之內，否則拒絕簽訂新約。中國迫於無奈，惟有不再堅持九龍租借地交還問題，終於1943年簽訂《中英平等新約》。中國同時正式照會英國，保留日後提出香港問題之權利。

### 中华人民共和国成立后与香港关系（1997年香港主权移交前）
1950年1月6日，英國承認中華人民共和國為中國之合法政府。1972年3月13日，中英發表聯合公報，英國承認中华人民共和国政府是中國的唯一合法政府。
1982年，中国與英國就香港問題展開正式談判。中国拒絕繼承《南京條約》、《北京條約》同《展拓香港界址專條》三項在中华人民共和国成立前生效的國際條約，拒不承認香港為英國領土，要求英國將香港島、九龍同新界一併交還。英國政府最终決定完全放棄對香港的主權。雙方在1984年12月19日簽訂了《中英聯合聲明》，聲明自1997年7月1日起，中华人民共和国恢復對香港行使主權，成立香港特別行政區，並按照《基本法》落實「一國兩制」、「高度自治」、「港人治港」，以香港特別行政區行政長官為政府首長。大部分香港永久性居民獲得中國國籍，可申領香港特別行政區護照。

### 1997年香港主权移交后至今
2003年6月29日及2003年9月29日，《內地與香港關於建立更緊密經貿關係的安排》的主體文件及6份附件簽訂。2014年12月18日，特區政府工業貿易署簽訂《內地與香港關於建立更緊密經貿關係的安排》，珠三角地區基本實現服務貿易自由化。

## 矛盾
1997年7月1日香港交接後，中国大陆與香港之间產生的一系列矛盾衝突。主要体现在香港民主派与中國中央政府及香港建制派之间，此外还引發了部分香港民眾與部分中國大陸民眾的對立。
中华人民共和国接管香港後，特區政府及建制派配合中國政府的各種政策和措施，引起了香港人的不满。大部分香港人對“港人治港、一國兩制”政策的理解也與中國中央政府和香港特區政府出現了分歧。他们认为，中國中央政府及大陸民間學者輕視一國兩制，担忧特區政府將大陸人利益放在香港人利益之上，会削弱香港公民的人權保障。2012年習近平和梁振英分別任中共中央總書記和香港行政長官後，兩人加速推行港深两地融合的政策，包括不顧香港承載力的引入過多觀光客及大量新移民，引发的种种弊处亦使中港矛盾進一步激化。
另一方面，隨著矛盾的激升，香港人開始把对特區政府相关經濟、貿易、文化政策的不满上升至憲政層面，引发了雨傘革命和反對逃犯條例修訂運動。香港人对中國大陸人不友善的言论，以及示威者抗爭手法在经过中國媒体的渲染后也让大陸民众对香港的印象更趋负面，對於香港人主张的“香港独特性”普遍感覺疑惑、不理解甚至反感，在此之前也已經出现過如2012年孔慶東辱罵港人事件等語言暴力事件。
香港在英治時期一百五十多年的經驗下為自治的自由港，故在行政和法例上以國際標準為準繩；而中国共产党执政的中華人民共和國在管治概念的實施上與昔日帝制時代的天朝主義。《信報》創辦人林行止，曾经對英治下香港主體性评论称：「香港与英國相距甚远，可以按照向有的風俗習慣和歷史文化发展一百多年，期間香港從小漁港發展成為輕工業重鎮，曾为四小龙之首、東南亞運輸樞紐和世界金融中心。虽然香港由英國人管治，可是其思想文化卻以中华文化為主体，從無被殖民者同化的迹象，思想回歸的問題。」香港中文大學政治學者黃偉豪則認為，香港的主體性在1997年已有極大轉變：「由於中央政府擔心的国家分裂，所以香港目前面對史無前例的全方位清洗，把香港在歷史、價值和身份方面的主體性徹底消滅。」亦有學者從地緣政治角度分析，指出英國是海洋國家，而香港亦像新加坡般面向四面八方，屬海洋城市性格，包含世界、外向，港英年代視野上看重香港在亞太區域上的角色；而作為大陸國家的中國則講求中央集權，對地方多元較不寬容。
蘋果日報评论称，中港矛盾乃法制之爭。何清漣则认为，中港矛盾的實質是文明的衝突。不少香港人擁有自身文化認同感情感，並且香港與中國大陆在政治、制度及文化、习惯等其他多方面有差異。中港矛盾讓許多香港人對中國、中華民族的認同感減弱，部分香港年青人開始支持香港獨立、呼吁加強對香港民族主義及本土文化意識的捍衛，並同臺灣獨立運動及台湾泛綠陣營更為友好。在未來交流當中，中國大陸與特區政府應對民間各界有更高的溝通，否則將迎來更強力的反彈。出於對香港社會、政治及一國兩制前景的擔憂，香港人移民臺灣、加拿大等地的人數在近年來也有所增加。

## 合作
1997年以來，香港與中國大陸合作範圍與日俱增，水平不斷提升。2011年3月公布的《中華人民共和國國民經濟和社會發展第十二個五年規劃綱要》中明確表述國家支持深化內地與香港的經濟合作，繼續實施CEPA，確定《粵港合作框架協議》中粵港合作的重要功能定位。現時，特區政府參與內地區域合作的平台包括︰
1. 粵港合作聯席會議及相關內容；
2. 深港合作會議及相關內容；（参见深港關係）
3. 泛珠三角區域合作與發展論壇；
4. 滬港經貿合作會議；（参见滬港關係）
5. 京港經貿合作會議；
6. 港澳合作高層會議及相關內容；（参见香港與澳門關係）
7. 閩港合作會議。（参见閩港關係）

透過這上述平台，香港和中國大陸各地开展包括跨境基建、促進人流物流的便利措施、商貿投資推廣、環境保護、食物安全、資訊科技、城市建設、旅遊合作、文化活動交流、體育項目推廣，以及康復治療人才培訓等方面的合作。與此同時，香港本土派人士亦擔憂過度合作會導致香港本土文化逐漸被中國大陸同化。
2022年5月27日，中国证监会、香港证监会同意将交易型开放式基金（ETF）纳入互联互通。7月4日，交易型开放式基金（ETF）正式纳入内地与香港股票市场交易互联互通机制。
2023年3月15日，香港特区政府与中華人民共和國科学技术部签署有关加快建设香港国际创新科技中心合作协议。
2023年5月15日，互换通正式启动，初期先行开通“北向互换通”。
2024年1月29日，中华人民共和国最高人民法院和香港特别行政区律政司於2019年1月18日在北京签署的《关于内地与香港特别行政区法院相互认可和执行民商事案件判决的安排》在两地同时生效。
2024年10月9日，內地與香港签署《关于修订〈《内地与香港关于建立更紧密经贸关系的安排》（CEPA）服务贸易协议〉的协议二》，2025年3月1日起正式实施。此次修訂降低或取消內地对香港服务提供者的准入门槛。
2025年6月22日，中國内地与香港间的“跨境支付通”上线。两地居民只需通過手机银行即可跨境汇款。